# Provincie Bingo

Mapa japonských provincií se zvýrazněnou provincií Bingo

Provincie Bingo (japonsky: 備後国; Bingo no kuni) byla stará japonská provincie ležící na pobřeží Vnitřního moře v regionu Čúgoku na západě ostrova Honšú. Sousedila s provinciemi Biččú, Hóki, Izumo, Iwami a Aki. Na jejím území se dnes rozkládá východní část prefektury Hirošima.
Její staré hlavní město zřejmě leželo v blízkosti dnešního Fučú. Během období Sengoku byla provincie Bingo ovládána klanem Móri, ale po bitvě u Sekigahary ji Iejasu Tokugawa přidělil jednomu ze svých spojenců.